# Cupeiro
Cupeiro es una aldea española situada en la parroquia de Guillar, del municipio de Otero de Rey, en la provincia de Lugo, Galicia.

## Demografía
| Gráfica de evolución demográfica de Cupeiro entre 2000 y 2019 |
|                                                               |
| Datos según el nomenclátor publicado por el INE.              |